# Johann Edmund von Wachtendonk
Johann Edmund von Wachtendonk (* um 1690; † 11. November 1759) war Domherr in Münster und Osnabrück.

## Leben

### Herkunft und Familie
Johann Edmund von Wachtendonk entstammte dem alten geldrischen Adelsgeschlecht der Herren von Wachtendonk und war der Sohn des Hermann Adrian von Wachtendonk (1666–1702) und dessen Gemahlin Anna Maria von Weichs zu Rösberg (1667–1706). Sein Bruder Hermann Arnold (1694–1768) war kurpfälzischer Konferenzminister.
Johanns Onkel Karl Franz von Wachtendonk war Domherr.

### Werdegang und Wirken
Im Jahre 1726 erhielt Johann Edmund durch päpstlichen Zuspruch eine Dompräbende in Münster. Im gleichen Jahre kam er in den Besitz einer Osnabrücker Präbende. Zunächst in Osnabrück residierend kündigte er 1728 und wechselte seine Residenz nach Münster. Hier gehörte er zur Plettenbergischen Partei. 1732 wurde Johann Edmund vom Kurfürsten Clemens August die Domscholasterei in Osnabrück übertragen. Er war Subdiakon und im Besitz eines Domkanonikats in Lüttich sowie der Obedienz Senden und des Oblegiums Subcelleraria.